# Yoshiki Tanaka
Pour les articles homonymes, voir Tanaka.
Yoshiki Tanaka (田中 芳樹, Tanaka Yoshiki), né le 22 octobre 1952) est un romancier japonais. Né dans la ville de Hondo de la préfecture de Kumamoto, il obtient son doctorat en littérature japonaise et langue japonaise de l'école supérieure de l'université Gakushūin à Tokyo.
Ses principaux titres comprennent la série des romans fantasy Les Chroniques d'Arslân (アルスラーン戦記, Arslan Senki) et la série de romans de science-fiction space opera Legend of the Galactic Heroes (銀河英雄伝説, Ginga eiyū densetsu). Ces deux œuvres ont fait l'objet d'une adaptation en anime et manga. Sa série de récits de fantasy Sohryuden: Legend of the Dragon Kings (創竜伝) est quant à elle adaptée en anime.
Tanaka est un fervent adepte de l'histoire de la Chine, qui sert de base à ses romans. Par ailleurs, il publie des traductions « arrangées » de la littérature chinoise : 隋唐演義, Sui Tang Yanyi, « Histoires des dynasties Sui et Tang » et 說岳全傳, Shuo Yue Quan Zhuan, « Biographie complète de Yue Fei » sous le titre Gakuhi-den (岳飛伝, The Story of Yue Fei).

## Principaux ouvrages
- 1981-1987 : Legend of the Galactic Heroes (銀河英雄伝説, Ginga eiyū densetsu?)
- 1986-2017 : Les Chroniques d'Arslân (アルスラーン戦記, Arslan Senki?) - première partie 1986-1990, deuxième partie 1991-2017, 16 volumes en tout.
- 1987-en cours : Sohryuden: Legend of the Dragon Kings (創竜伝, Sohryuden?)
- 1988-1991 : Tytania (タイタニア?)
- 1996-2010 : Yakushiji Ryōko no Kaiki Jikenbo (薬師寺涼子の怪奇事件簿?)
- Yabou Enbukyoku (野望円舞曲?), coécrit avec Yuki Oginome

## Prix
- 1988 Prix Seiun pour Legend of the Galactic Heroes